# Juryj Hubarewicz
Juryj Hubarewicz (biał. Юрась Губарэвіч; ur. 23 lutego 1978 w Białooziersku) – białoruski inżynier i menadżer, polityk, samorządowiec, w latach 2007–2009 wiceprzewodniczący Białoruskiego Frontu Ludowego, od 2016 przewodniczący ruchu Za Wolność.

## Życiorys
W 2000 ukończył studia na Wydziale Energetyki Białoruskiej Państwowej Akademii Politechnicznej, a w 2003 uzyskał stopień magistra we Lwowskim Regionalnym Instytucie Administracji Państwowej przy Prezydencie Ukrainy. Od 2003 do 2004 zatrudniony jako przedstawiciel spółki "ANK Biełrasnaftachimresurs" w obwodzie brzeskim, później m.in. jako dyrektor prywatnego przedsiębiorstwa wydawniczo-reklamowego "Palard". W połowie lat 90. był jednym ze współzałożycieli Młodego Frontu oraz członkiem jego Rady Krajowej (1996–1998), działał w niezależnym ruchu studenckim "Salidarnaść" jako sekretarz generalny (1998–1999), był również koordynatorem Młodzieżowego Centrum Informacyjnego (1999–2000). Od 2003 do 2008 pełnił obowiązki przewodniczącego obwodowej organizacji Białoruskiego Frontu Ludowego. W latach 2003–2007 zasiadał w Białoozierskiej Miejskiej Radzie Deputowanych. Bez powodzenia kandydował w wyborach do Izby Reprezentantów Zgromadzenia Narodowego w 2004 i 2008. W wyborach 2006 kierował obwodowym sztabem Alaksandra Milinkiewicza. W 2007 wybrany wiceprzewodniczącym BFL. W 2016 wybrany przewodniczącym ruchu "Za Wolność".